# Joop Hollebrands
Johan Isak (Joop) Hollebrands (Den Bosch, 29 februari 1908 – Soest, 14 augustus 1978) was een Nederlands verzetsstrijder.

## Levensloop
Hollebrands was van gereformeerde huize. Hij werkt aanvankelijk op de grote vaart, maar vindt later een baan als politieagent in Delft. Na bemiddeling van de eerste naoorlogse premier Willem Schermerhorn werd hij landmeter in de Biesbosch. Hollebrands verhuisde met zijn vrouw en twee kinderen naar Sliedrecht.
Na de Duitse inval in Nederland raakte Hollebrands betrokken bij het verzet. Zo hielp hij bij het onderbrengen van onderduikers in de Biesbosch. In 1942 zaten twee Joodse kinderen, Marleentje (8) en Bertje (4) Sanders ondergedoken bij het gezin-Hollebrands. Waarschijnlijk kwam hij via zijn schoonvader in contact met hun ouders. Zijn schoonvader had namelijk het vakantiehuisje van de familie Sanders weleens geschilderd. De ouders werden echter opgepakt door de Jodenjager Engelbert Kobus en de vader biechtte na een zware mishandeling op waar de kinderen ondergedoken zaten, inclusief de oudste dochter Elly die in Barchem in de Achterhoek ondergedoken zat. Kobus haalde de twee jongste kinderen op 27 augustus 1943 in Sliedrecht op, maar laat Hollebrands verder met rust.
Hollebrands reisde nog wel naar Amsterdam en probeerde het gezin uit de Hollandsche Schouwburg te krijgen, maar slaagde daar niet in. Vader en moeder Sanders slaagden er nog wel in met de twee jongste kinderen te ontsnappen, maar het gezin werd kort daarna weer gearresteerd en vijf dagen later in Auschwitz vergast.
Na deze gebeurtenis raakte Hollebrands alleen maar dieper betrokken bij het verzet, evenals zijn broer Christiaan. Deze werkte bij de Marechaussee, maar weigerde om Joden te arresteren. Hij moest daarom onderduiken. De Edese politie arresteerde in opdracht van de Sicherheitsdienst de ouders van beide broers. Moeder Hollebrands werd dezelfde dag nog vrijgelaten, maar Hollebrands senior, 66 jaar oud, werd doorgestuurd naar Kamp Vught, waar hij 4,5 maand gevangen zat. Joop Hollebrands verzweeg dit feit voor zijn broer, zodat deze zich niet bij de Duitsers zou melden om zo zijn vader vrij te krijgen. Kort na zijn vrijlating overleed Hollebrands sr. Ook Christiaan Hollebrands maakte het einde van de oorlog niet mee. Hij sloot zich aan bij een knokploeg en kwam om in een vuurgevecht met de bezetter in de Biesbosch.
Joop Hollebrands hield zich, nadat de geallieerden steeds verder richting Nederland oprukten, bezig met het smokkelen van geallieerde piloten die in bezet gebied waren teruggestort. Via de Biesbosch bracht hij hen terug achter de geallieerde frontlinie. Ook ving hij opnieuw een Joodse onderduiker op.
Na de oorlog ontving Hollebrands van de Verenigde Staten de Medal of Freedom en van Groot-Brittannië King's Medal for Courage in the Cause of Freedom. Pas in 2010 ontving de familie-Hollebrands postuum de Yad Vashem-onderscheiding.

## Persoonlijk
Hollebrands was getrouwd met Riek van der Kaa. Samen hadden zij drie kinderen, van wie de oudste zoon op 14-jarige leeftijd overleed, en de jongste een paar dagen na de geboorte.